# Кутикула растений

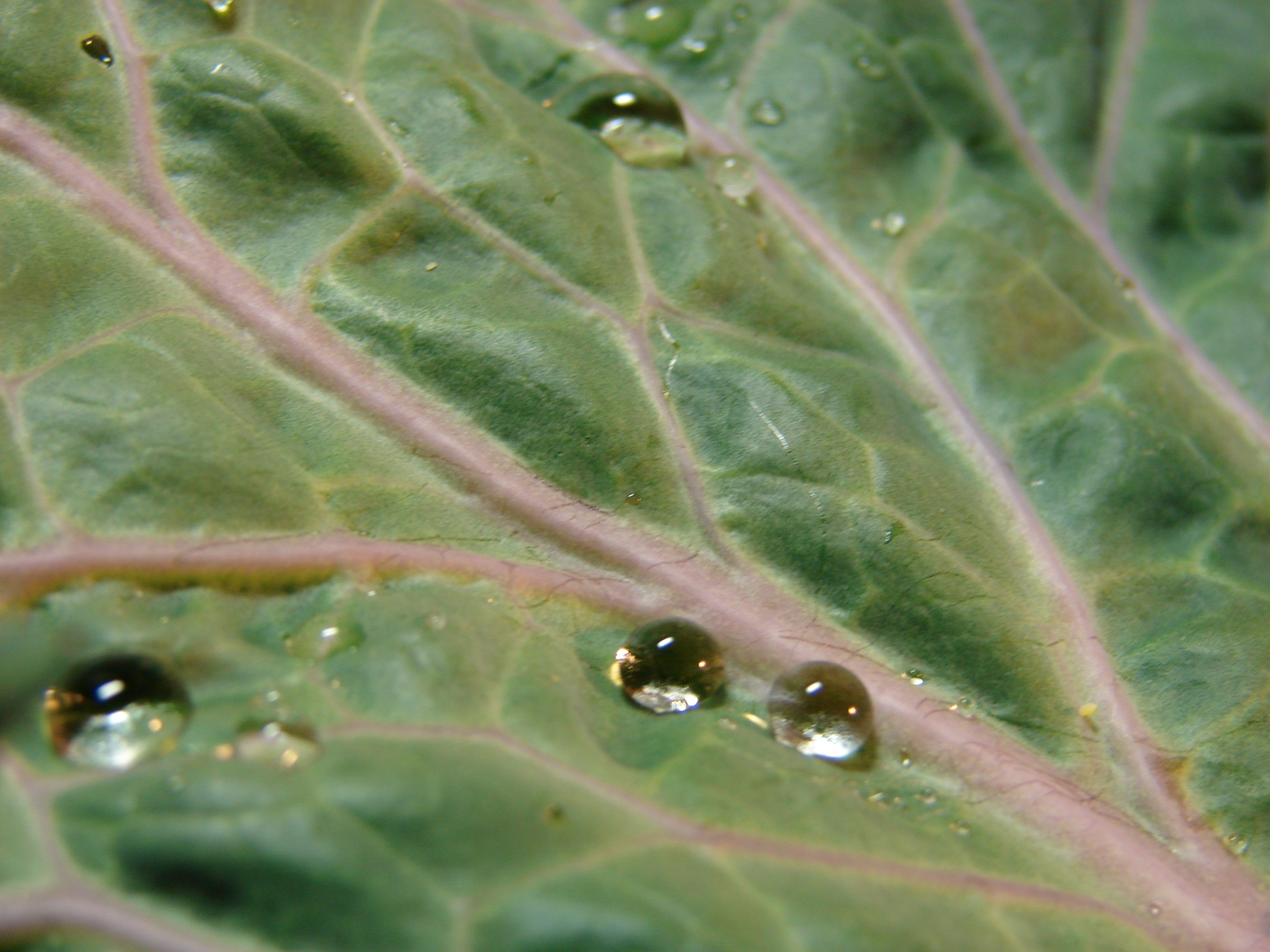
Капли воды на восковой кутикуле листа капусты-кале

Анатомия листа

Кутикула растений (от лат. cuticula — корка, надкожица) — защитный слой на поверхности растений, образуется с помощью эпидермальных клеток листьев, молодых побегов и других воздушных органов растений, не покрытых перидермой. Кутикула обычно толще на верхней стороне листа, хотя, вопреки распространенному мнению, толще на нижней стороне в ксерофитных растениях сухих климатических зон (по сравнению с мезофитными растениями влажных районов). Слой состоит из воскоподобного вещества кутина, покрывающий поверхность некоторых надземных органов многолетних растений (главным образом эпидерму листьев, стеблей и плодов). У водных растений кутикула отсутствует.

## Структура
Кутикула состоит из нерастворимой в воде с детергентами кутикулярной мембраны, покрытой и пропитанной растворимыми восками. Самым известным компонентом кутикулярной мембраны является полиэстерный полимер кутин. Кутикулярная мембрана также содержит углеводородный полимер кутан. Кутикулярная мембрана пропитана кутикулярными восками и также покрыта эпикутикулярными восками, представляющие собой смесь гидрофобных алифатических соединений-углеводородов с длинами цепочек в диапазоне от C16 до C36.

## Функции
Кутикула была одной из частей растений (наряду с устьицами, ксилемой, флоэмой и межклеточным пространством в мезофильных тканях стебля — позже и листьев), которые эволюционировались у растений более чем 450 млн лет назад при переходе к наземному образу жизни. Вместе, эти черты оказали побегам растений, растущим в воздухе, возможность сохранения воды путем образования внутренних газообменных поверхностей и ограждения их водонепроницаемой мембраной, а также образования механизма регуляции скорости обмена воды и CO2.
В дополнение к функциям барьера проницаемости для воды и других молекул, микро- и наноструктуры кутикулы предотвращают проникновение воды извне в ткани растения, загрязнение пылью поверхности листьев. Зеленые части многих растений, например, листья индийского лотоса (Nelumbo nucifera), проявляют чрезвычайно гидрофобные свойства, возникновение которых было описано в 1997 году и состоит в образовании многочисленных микроскопических бугорков на поверхности. Этот «эффект лотоса» потенциально находит применение в создании биомиметических материалов.
Восковой слой кутикулы также выполняет функцию защиты от проникновения вирусных частиц, бактериальных клеток, спор и  гифов грибов.